# Langenberg (Windeck)
Langenberg ist eine Ortschaft in der Gemeinde Windeck im Rhein-Sieg-Kreis.

## Lage
Langenberg liegt im Bergischen Land und hat eine Höhe von 228 m bis 268 m ü. NHN. Nachbarorte sind Rosbach im Südwesten, Öttershagen im Nordosten und Gierzhagen im Westen. Östlich und südlich liegt das Rosbachtal, westlich der Gierzhagener Bach.

## Geschichte
1885 bestand Langenberg aus 41 Häusern und hatte 214 Einwohner.

## Sonstiges
Seit 2005 befindet sich im Ort der buddhistische Tempel Wat Pah Analayo.